# Collegio di Monmouth
Monmouth è stato un collegio elettorale gallese rappresentato alla Camera dei comuni del Parlamento del Regno Unito. Eleggeva un membro del parlamento con il sistema maggioritario a turno unico; il collegio è stato abolito in occasione della revisione periodica del 2024.

## Estensione

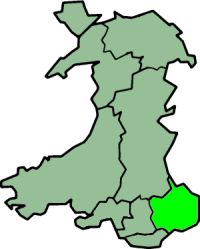
La contea preservata di Gwent
confini definiti nel 2003.

### Dal 1983
Il collegio era uno degli otto che coprono la contea preservata di Gwent; gli altri sette erano Blaenau Gwent, Caerphilly, Islwyn, Merthyr Tydfil and Rhymney, Newport East, Newport West e Torfaen. Merthyr Tydfil and Rhymney, tuttavia, si estendeva oltre il confine della contea preservata di Mid Glamorgan; copriva quasi tutta l'autorità locale del Monmouthshire, e le principali città erano Chepstow e Monmouth.
Per le elezioni generali del 2010 non vi furono modifiche ai confini del collegio di Monmouth. Anche nell'ambito della revisione per le elezioni generali del 1997, non vi furono modifiche.

### Dal 1918 al 1983
Il collegio fu creato in occasione delle elezioni generali del 1918, per effetto del Representation of the People Act 1918, come uno dei sei collegi che coprivano la contea di Monmouth. Prima del 1918 la contea era stata inclusa nei collegi di Northern Monmouthshire, Southern Monmouthshire, Western Monmouthshire, e Monmouth Boroughs. Dal 1918, tuttavia, i confini delle contee furono sorpassati da quelli dei collegi; I confini del nuovo collegio tennero in considerazione i nuovi confini dei governi locali.
Gli altri collegi del Monmouthshire definiti nel 1918 furono Abertillery, Bedwellty, Ebbw Vale e Pontypool, oltre al collegio di Newport. Questo schema generale fu mantenuto fino al 1983, nove anni dopo che le contee amministrative su cui erano fondati erano state abolite, anche se tuttavia dal 1918 al 1983 vi furono modifiche ai confini.

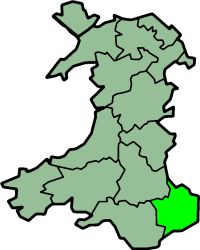
Contea di Monmouth

Nel 1918 il collegio di Monmouth consisteva dei borough municipali di Abergavenny e Monmouth, dei distretti urbani di Caerleon, Chepstow e Usk, dei distretti rurali di Abergavenny, Chepstow, Magor, Monmouth, Cwmbran e Pontypool, e parte del distretto rurale di St Mellons, e gli stessi confini vennero utilizzati per le elezioni generali del 1922, del 1923, del 1924, del 1929, del 1931, del 1935 e del 1945.
Nuovi confini previsti dal [House of Commons (Redistribution of Seats) Act 1949 furono impiegati per le elezioni generali del 1950, quando il collegio di Monmouth comprendeva i borough municipali di Abergavenny e Monmouth, i distretti urbani di Caerleon, Chepstow, Cwmbran e Usk e i distretti rurali di Abergavenny, Chepstow, Magor and St Mellons, Monmouth, e Pontypool.
Per le elezioni generali del 1951 vi furono alcune modifiche ai confini del distretto rurale di Magor and St Mellons.
Il collegio fu modificato nuovamente in occasione delle elezioni generali del 1955, per prendere in considerazione i nuovi confini delle amministrazioni locali. Il risultato fu la stessa lista di borough e distretti del 1951. I confini del 1951 vennero utilizzati anche nelle elezioni generali del 1959, del 1964, del 1966, del 1970, del febbraio 1974, dell'ottobre 1974 e del 1979.
Nel 1974, per effetto del Local Government Act 1972, la contea di Monmouth fu abolita; in occasione delle elezioni generali del 1983, furono ridisegnati i collegi, per tenere in considerazione i nuovi confini delle amministrazioni locali.

## Membri del parlamento
| Elezione | Elezione           | Deputato                | Partito          |
| -------- | ------------------ | ----------------------- | ---------------- |
|          | 1918               | Leolin Forestier-Walker | Conservatore     |
| 1934 (S) | John Herbert       |                         | Conservatore     |
| 1939 (S) | Leslie Pym         |                         | Conservatore     |
| 1945 (S) | Peter Thorneycroft |                         | Conservatore     |
|          | 1966               | Donald Anderson         | Laburista        |
|          | 1970               | John Stradling Thomas   | Conservatore     |
|          | 1991 (S)           | Huw Edwards             | Laburista        |
|          | 1992               | Roger Evans             | Conservatore     |
|          | 1997               | Huw Edwards             | Laburista        |
|          | 2005               | David TC Davies         | Conservatore     |
|          | 2024               | Collegio abolito        | Collegio abolito |

## Elezioni

### Elezioni negli anni 2010
| Partito                    | Partito                                   | Candidato                  | Risultati 12 dicembre 2019 | Risultati 12 dicembre 2019 |
| Partito                    | Partito                                   | Candidato                  | Voti                       | %                          |
| -------------------------- | ----------------------------------------- | -------------------------- | -------------------------- | -------------------------- |
|                            | Conservatore                              | David Davies               | 26 160                     | 52,09                      |
|                            | Laburista                                 | Yvonne Murphy              | 16 178                     | 32,22                      |
|                            | Lib Dem                                   | Alison Willott             | 4 909                      | 9,78                       |
|                            | Verdi                                     | Ian Chandler               | 1 353                      | 2,69                       |
|                            | Plaid Cymru                               | Hugh Kocan                 | 1 182                      | 2,35                       |
|                            | Indipendente                              | Martyn Ford                | 435                        | 0,87                       |
|                            |                                           |                            |                            |                            |
| Iscritti                   | Iscritti                                  | Iscritti                   | 67 094                     | 100,00                     |
| ↳ Votanti (% su iscritti)  | ↳ Votanti (% su iscritti)                 | ↳ Votanti (% su iscritti)  | 59 217                     | 88,26                      |
| ↳ Astenuti (% su iscritti) | ↳ Astenuti (% su iscritti)                | ↳ Astenuti (% su iscritti) | 7 877                      | 11,74                      |
|                            |                                           |                            |                            |                            |
|                            | Esito: collegio confermato a Conservatore |                            |                            |                            |

| Partito                    | Partito                                   | Candidato                  | Risultati 8 giugno 2017 | Risultati 8 giugno 2017 |
| Partito                    | Partito                                   | Candidato                  | Voti                    | %                       |
| -------------------------- | ----------------------------------------- | -------------------------- | ----------------------- | ----------------------- |
|                            | Conservatore                              | David Davies               | 26 411                  | 53,10                   |
|                            | Laburista                                 | Ruth Jones                 | 18 205                  | 36,60                   |
|                            | Lib Dem                                   | Veronica German            | 2 064                   | 4,15                    |
|                            | Plaid Cymru                               | Carole Damon               | 1 338                   | 2,69                    |
|                            | Verdi                                     | Ian Chandler               | 954                     | 1,92                    |
|                            | UKIP                                      | Roy Neale                  | 762                     | 1,53                    |
|                            |                                           |                            |                         |                         |
| Iscritti                   | Iscritti                                  | Iscritti                   | 64 926                  | 100,00                  |
| ↳ Votanti (% su iscritti)  | ↳ Votanti (% su iscritti)                 | ↳ Votanti (% su iscritti)  | 49 734                  | 76,60                   |
| ↳ Astenuti (% su iscritti) | ↳ Astenuti (% su iscritti)                | ↳ Astenuti (% su iscritti) | 15 192                  | 23,40                   |
|                            |                                           |                            |                         |                         |
|                            | Esito: collegio confermato a Conservatore |                            |                         |                         |

| Partito                    | Partito                                   | Candidato                  | Risultati 7 maggio 2015 | Risultati 7 maggio 2015 |
| Partito                    | Partito                                   | Candidato                  | Voti                    | %                       |
| -------------------------- | ----------------------------------------- | -------------------------- | ----------------------- | ----------------------- |
|                            | Conservatore                              | David Davies               | 23 701                  | 49,94                   |
|                            | Laburista                                 | Ruth Jones                 | 12 719                  | 26,80                   |
|                            | UKIP                                      | Gareth Dunn                | 4 942                   | 10,41                   |
|                            | Lib Dem                                   | Veronica German            | 2 496                   | 5,26                    |
|                            | Plaid Cymru                               | Jonathan Clark             | 1 875                   | 3,95                    |
|                            | Verdi                                     | Christopher Were           | 1 629                   | 3,43                    |
|                            | Democratici                               | Stephen Morris             | 100                     | 0,21                    |
|                            |                                           |                            |                         |                         |
| Iscritti                   | Iscritti                                  | Iscritti                   | 62 286                  | 100,00                  |
| ↳ Votanti (% su iscritti)  | ↳ Votanti (% su iscritti)                 | ↳ Votanti (% su iscritti)  | 47 462                  | 76,20                   |
| ↳ Astenuti (% su iscritti) | ↳ Astenuti (% su iscritti)                | ↳ Astenuti (% su iscritti) | 14 824                  | 23,80                   |
|                            |                                           |                            |                         |                         |
|                            | Esito: collegio confermato a Conservatore |                            |                         |                         |

| Partito                    | Partito                                   | Candidato                  | Risultati 6 maggio 2010 | Risultati 6 maggio 2010 |
| Partito                    | Partito                                   | Candidato                  | Voti                    | %                       |
| -------------------------- | ----------------------------------------- | -------------------------- | ----------------------- | ----------------------- |
|                            | Conservatore                              | David Davies               | 22 466                  | 48,29                   |
|                            | Laburista                                 | Hamish Sandison            | 12 041                  | 25,88                   |
|                            | Lib Dem                                   | Martin Blakebrough         | 9 026                   | 19,40                   |
|                            | Plaid Cymru                               | Jonathan Clark             | 1 273                   | 2,74                    |
|                            | UKIP                                      | Derek Rowe                 | 1 126                   | 2,42                    |
|                            | Verdi                                     | Steve Millson              | 587                     | 1,26                    |
|                            |                                           |                            |                         |                         |
| Iscritti                   | Iscritti                                  | Iscritti                   | 64 430                  | 100,00                  |
| ↳ Votanti (% su iscritti)  | ↳ Votanti (% su iscritti)                 | ↳ Votanti (% su iscritti)  | 46 519                  | 72,20                   |
| ↳ Astenuti (% su iscritti) | ↳ Astenuti (% su iscritti)                | ↳ Astenuti (% su iscritti) | 17 911                  | 27,80                   |
|                            |                                           |                            |                         |                         |
|                            | Esito: collegio confermato a Conservatore |                            |                         |                         |

### Elezioni negli anni 2000
| Partito                    | Partito                                           | Candidato                  | Risultati 5 maggio 2005 | Risultati 5 maggio 2005 |
| Partito                    | Partito                                           | Candidato                  | Voti                    | %                       |
| -------------------------- | ------------------------------------------------- | -------------------------- | ----------------------- | ----------------------- |
|                            | Conservatore                                      | David Davies               | 21 396                  | 46,87                   |
|                            | Laburista                                         | Huw Edwards                | 16 869                  | 36,95                   |
|                            | Lib Dem                                           | Phylip A. D. Hobson        | 5 852                   | 12,82                   |
|                            | Plaid Cymru                                       | Jonathan Clark             | 993                     | 2,18                    |
|                            | UKIP                                              | John Bufton                | 543                     | 1,19                    |
|                            |                                                   |                            |                         |                         |
| Iscritti                   | Iscritti                                          | Iscritti                   | 63 056                  | 100,00                  |
| ↳ Votanti (% su iscritti)  | ↳ Votanti (% su iscritti)                         | ↳ Votanti (% su iscritti)  | 45 653                  | 72,40                   |
| ↳ Astenuti (% su iscritti) | ↳ Astenuti (% su iscritti)                        | ↳ Astenuti (% su iscritti) | 17 403                  | 27,60                   |
|                            |                                                   |                            |                         |                         |
|                            | Esito: collegio passa da Laburista a Conservatore |                            |                         |                         |

| Partito                    | Partito                                | Candidato                  | Risultati 7 giugno 2001 | Risultati 7 giugno 2001 |
| Partito                    | Partito                                | Candidato                  | Voti                    | %                       |
| -------------------------- | -------------------------------------- | -------------------------- | ----------------------- | ----------------------- |
|                            | Laburista                              | Huw Edwards                | 19 021                  | 42,78                   |
|                            | Conservatore                           | Roger Evans                | 18 637                  | 41,92                   |
|                            | Lib Dem                                | Neil Parker                | 5 080                   | 11,43                   |
|                            | Plaid Cymru                            | Marc Hubbard               | 1 068                   | 2,40                    |
|                            | UKIP                                   | David Rowlands             | 656                     | 1,48                    |
|                            |                                        |                            |                         |                         |
| Iscritti                   | Iscritti                               | Iscritti                   | 62 184                  | 100,00                  |
| ↳ Votanti (% su iscritti)  | ↳ Votanti (% su iscritti)              | ↳ Votanti (% su iscritti)  | 44 462                  | 71,50                   |
| ↳ Astenuti (% su iscritti) | ↳ Astenuti (% su iscritti)             | ↳ Astenuti (% su iscritti) | 17 722                  | 28,50                   |
|                            |                                        |                            |                         |                         |
|                            | Esito: collegio confermato a Laburista |                            |                         |                         |

## Risultati dei referendum

### Referendum sulla permanenza del Regno Unito nell'Unione europea del 2016
|             | Collegio | Lasciare UE % | Rimanere in UE % |
| ----------- | -------- | ------------- | ---------------- |
|             | Monmouth | 47,8%         | 52,2%            |
|             | Galles   | 52,5%         | 47,5%            |
| Regno Unito | 51,9%    | 48,1%         |                  |